# Parafia św. Jana Gwalberta i św. Tekli w Stanach
Parafia Stany św. Jana Gwalberta i św. Tekli – parafia rzymskokatolicka we wsi Stany, województwie podkarpackim, w powiecie stalowowolskim, w gminie Bojanów należąca do diecezji Sandomierskiej. Do parafii należą wierni z następujących miejscowości: Stany, Bojanów, Załęże, Kozły, Maziarnię, Kołodzieje, Przyszów Łapówka, Przyszów Zapuście i Przyszów Katy oraz część Lasek.

## Historia
Jeśli chodzi o organizację kościelną, to rozwijała się ona etapami. Michał Amor Tarnowski ufundował w Stanach pierwszą kaplicę w 1697 roku, przy czym w źródłach historycznych przez cały wiek XVII nie ma wyraźnego przypisania Stanów do określonej parafii. Dopiero w 1727 w protokole powizytacyjnym parafii Grębów odnotowano, że wieś należała do tej właśnie parafii. Od połowy XVIII wieku z polecenia biskupa przemyskiego Stany otrzymały stałą opiekę duszpasterską. Kapłanem najbardziej zasłużonym w sprawie powołania nowej parafii w Stanach był ks. Jan Gwalbert Przemykalski, wyświęcony w roku 1775, a sprawujący funkcję proboszcza w Grębowie od 13 lutego 1794 roku. Wybudował on pierwszy drewniany kościół w 1802 roku na wzniesieniu 180 m n.p.m., który został konsekrowany przez przemyskiego sufragana biskupa Ignacego Łobosa dopiero w 1884 roku, po jego odnowieniu.
Kościół został poświęcony Janowi Gwalbertowi, świętemu, który podejmując się reformy życia monastycznego w XI wieku we Włoszech, w Vallombrosa, niedaleko Florencji ustanowił opactwo oparte na regule św. Benedykta. Dziś św. Jan Gwalbert jest patronem pracowników leśnictwa.
Świątynię przyozdabiano poprzez kolejne lata. W tym czasie otrzymała ona kilka obrazów wykonanych przez lubelskiego malarza Władysława Barwickiego, a mianowicie obraz Jezusa Ukrzyżowanego na wzór krzyża z Limpias, Serca Jezusowego, św. Jana Gwalberta na koniu, i obraz św. Tekli, drugiej patronki kościoła. Chociaż erygowanie parafii nastąpiło w 1818 roku, to probostwo z pełnymi prawami, jakie mu przysługiwały, rozpoczęło funkcjonowanie dopiero po roku 1823.
Na podstawie ksiąg metrykalnych możemy się dowiedzieć, że pierwszym administratorem–kuratorem nowej parafii był ks. Michał Kleczyński (1823–1825), kolejno ks. Jakub Dobrzyński (1825–1827), a ks. Kąkolewski nosi już tytuł proboszcza parafii Stany (1827–1836). W okresie hitlerowskim kościół zamknięto, a ludność wysiedlono ze względów wojskowych. Niemcy przeznaczyli kościół na opał i sprzedali go w 1942 r. mieszkańcowi z Dęby. Od zagłady obiekty sakralne zostały ocalone przez księdza Józefa Skoczyńskiego, duszpasterza ze Stalowej Woli, który uzyskał pozwolenie od Luftwaffe i w porozumieniu z kurią przemyską zgodę na przeniesienie ich do Stalowej Woli.
Tak więc cały kompleks sakralny wraz z wyposażeniem został ocalony i przetrwał okres okupacji. Planowano przenieść go na powrót do Stanów po zakończeniu działań wojennych. Po wojnie jednak, ze względu na wysoki koszt, zrezygnowano z przeniesienia kościoła, a odebrano jedynie wewnętrzny wystrój. Kościół stoi do dziś w Stalowej Woli pośród osiedlowych budynków przemysłowego miasta i w przedziwny sposób stał się kościołem – matką dla wszystkich kościołów i parafii, które powstały tam w okresie późniejszym. Nosi tytuł św. Floriana. Natomiast w Stanach, na miejscu dawnej świątyni, wybudowano nowy drewniany kościół w 1948 r. staraniem ks. Romana Dobrzańskiego.
Na początku lat 80. XX wieku ówczesny proboszcz ks. Jan Kula podjął starania o budowę nowego murowanego kościoła, który powstał w latach 1981–1982 według projektu Romana Gorczycy i Władysława Jagiełły.
W ostatnich kilkunastu latach na terenie parafii powstały dwie kaplice filialne. W Bojanowie kaplica Matki Bożej Niepokalanej urządzona w sali gimnastycznej byłej szkoły podstawowej. Została poświęcona i oddana do użytku w roku 2007. W Przyszowie w latach 2008–2013 wybudowana została kaplica p.w. św. Jana Pawła II w latach 2008– 2013.

## Obiekty sakralne
- Kościół św. Jana Gwalberta i św. Tekli w Stanach
- Kaplica w Bojanowie
- Kaplica w Przyszowie

## Grupy parafialne
Żywy Różaniec, Apostolat Maryjny, Caritas